# Jean-Emmanuel Le Brun
Jean-Emmanuel Le Brun (Clamart, 31 luglio 1974) è un ex cestista francese con cittadinanza ivoriana.

## Carriera
Con la Costa d'Avorio ha disputato i Campionati africani del 2005.